# Lake Norden
Lake Norden é uma cidade localizada no estado norte-americano de Dacota do Sul, no Condado de Hamlin.

## Demografia
Segundo o censo norte-americano de 2000, a sua população era de 432 habitantes.
Em 2006, foi estimada uma população de 424, um decréscimo de 8 (-1.9%).

## Geografia
De acordo com o United States Census Bureau tem uma área de
1,7 km², dos quais 1,7 km² cobertos por terra e 0,0 km² cobertos por água. Lake Norden localiza-se a aproximadamente 513 m acima do nível do mar.

## Localidades na vizinhança
O diagrama seguinte representa as localidades num raio de 24 km ao redor de Lake Norden.